# Майкъл Маккийн
Майкъл Джон Маккийн (на английски: Michael John McKean; роден на 17 октомври 1947 г.) е американски актьор, комик и музикант. Става известен с ролята си на досадния съсед Лени Козновски в ситкома „Лавърн и Шърли“. Играе и ролята на Чък Макгил в сериала „Обадете се на Сол“.

## Избрана филмография
- „1941“ (1979)
- „Самолети, влакове и автомобили“ (1987)
- „Истинска самоличност“ (1991)
- „Спомените на един невидим човек“ (1992)
- „Конусови глави“ (1993)
- „Въздухари“ (1994)
- „Джак“ (1996)
- „Малките войници“ (1998)
- „Истински престъпно“ (1999)
- „Шампионите на изложбата“ (2000)
- „Доктор Дулитъл 2“ (2001)
- „Гърбушкото от Нотр Дам“ (2002)
- „Секс гуру“ (2002)
- „Могъщ вятър“ (2003)
- „Продуцентите“ (2005)